# 額賀剛治
額賀 剛治（ぬかが たけはる、1967年3月5日 - ）は、東京都練馬区出身のデザイナー、イラストレーター、アートディレクターである。吉本興業初のクリエイターチームBATに在籍後、株式会社先駆舎に入社。現在は、団塊世代のエンターテイメント誌『5L』のアートディレクターとして活動中。

## 略歴
専修大学経済学部卒業後、コンビニエンスストアに入社。2年間の店長生活から音楽家へ転向。1998年に吉本興業と学生援護会（an）が主催するBATクリエイターズオーディションにて優勝。クリエイターへ転身。現在、ライフエンタテイメント、夕張映画社の代表取締役を務める。

## 主な作品
- 三和ファイナンスのイメージキャラクター&CM制作
- フリーペーパー『アスレツ』の編集長
- DODA（学生援護会）のアートディレクション
- 日本総研の『知新』のイメージキャラクター
- 大阪ゴールドビリケーンズのイメージキャラクター制作
- パチンコ★パチスロTVのチャンネルロゴ制作
- 『40』（中央アート出版）今西太一ロゴ&装丁
- 団塊世代のフリーペーパー『5L（ファイブエル）』／（ライフエンタテイメント）のアートディレクション